# Atletica leggera ai Giochi della XXXII Olimpiade - 400 metri ostacoli maschili

Video della Finale

Ai Giochi della XXXII Olimpiade la competizione dei 400 metri ostacoli maschili si è svolta dal 30 luglio al 3 agosto 2021 presso lo Stadio nazionale di Tokyo.

## Presenze ed assenze dei campioni in carica
| Competizione         | Atleta              | Prestazione | Tokyo 2020  |
| -------------------- | ------------------- | ----------- | ----------- |
| Olimpiadi 2016       | Kerron Clement      | 47”73       | Ritir. 2020 |
| Commonwealth 2018    | Kyron McMaster      | 48”25       | Presente    |
| Europei 2018         | Karsten Warholm     | 47”64       | Presente    |
| Asiatici 2018        | Abderrahman Samba   | 47”66       | Presente    |
| Panamericani 2019    | Alison dos Santos   | 48”45       | Presente    |
| Africani 2019        | Abdelmalik Lahoulou | 49”08       | Presente    |
| Mondiali 2019        | Karsten Warholm     | 47”42       | Presente    |
|                      |                     |             |             |
| Mondiali junior 2018 | Sokwakhana Zazini   | 49”42       | Presente    |

Graduatoria mondiale
In base alla classifica della Federazione mondiale, i migliori atleti iscritti alla gara erano i seguenti:
| Pos. | Atleta            | Punti | Note |
| ---- | ----------------- | ----- | ---- |
| 1    | Karsten Warholm   | 1538  |      |
| 2    | Rai Benjamin      | 1482  |      |
| 3    | Alison dos Santos | 1433  |      |

## La gara
Il 1º luglio Karsten Warholm (Norvegia) batte, con 46”70, il record mondiale della specialità che resisteva da 29 anni (Kevin Young, 46”78 ai Giochi olimpici di Barcellona) e a Tokyo è il grande favorito. In semifinale incontra lo statunitense Rai Benjamin, che ha vinto i Trials con 46”83 ed è il suo avversario più pericoloso. Il norvegese prevale con un tempo di 47”30, rispetto a 47”37 dell'avversario.
Per la seconda volta consecutiva, la finale si disputa in orario mattutino, alle 12:20.

In finale l'americano, in corsia 5, si ripromette di rimanere il più possibile attaccato al norvegese, in corsia 6. Warhlom ha una partenza più lanciata, l'americano lo segue a qualche decimo. All'ottava delle dieci barriere Benjamin ha praticamente raggiunto il norvegese, ma Warholm riesce con uno scatto a passare per primo il nono ostacolo. Dopo la decima e ultima barriera il norvegese disegna sulla pista falcate più ampie e prevale per 25 centesimi sull'americano. I loro tempi sono stratosferici: 45”94 per Warholm e 46”17 per Benjamin. 

Il terzo classificato, il giovane brasiliano Alison dos Santos (21 anni), stabilisce il record del Sudamerica (46"72), il suo sesto primato consecutivo nella specialità.
Warholm ha battuto il (suo) precedente record di 0”76, un'enormità per una gara di velocità. Tutti gli otto finalisti hanno corso il tempo più veloce di sempre per la rispettiva posizione. Sono stati battuti cinque primati nazionali ed uno è stato eguagliato.

Il 47”30 di Warholm e il 47”31 di dos Santos in semifinale sono i due tempi più veloci di sempre per un turno eliminatorio.
È stata la finale di maggior contenuto tecnico dell'atletica leggera ai Giochi di Tokyo.

## Risultati

### Batterie
Qualificazioni: i primi quattro di ogni batteria (Q) e i 4 successivi migliori tempi (q).

#### Batteria 1
| Posizione | Corsia | Nome                | Nazionalità   | Tempo | Note                                     |
| --------- | ------ | ------------------- | ------------- | ----- | ---------------------------------------- |
| 1         | 2      | Abderrahman Samba   | Qatar         | 48"38 | Q                                        |
| 2         | 6      | Alison dos Santos   | Brasile       | 48"42 | Q                                        |
| 3         | 8      | Abdelmalik Lahoulou | Algeria       | 48"83 | Q                                        |
| 4         | 4      | Kemar Mowatt        | Giamaica      | 49"06 | Q                                        |
| 5         | 5      | Ludvy Vaillant      | Francia       | 49"23 | q                                        |
| 6         | 7      | Mate Koroknai       | Ungheria      | 49"80 |                                          |
| 7         | 3      | Chieh Chen          | Taipei cinese | 50"96 | Miglior prestazione personale stagionale |

#### Batteria 2
| Posizione | Corsia | Nome             | Nazionalità | Tempo | Note                                     |
| --------- | ------ | ---------------- | ----------- | ----- | ---------------------------------------- |
| 1         | 4      | Jaheel Hyde      | Giamaica    | 48"54 | Q                                        |
| 2         | 7      | Kenneth Selmon   | Stati Uniti | 48"61 | Q                                        |
| 3         | 8      | Hiromu Yamauchi  | Giappone    | 49"21 | Q                                        |
| 4         | 9      | Constantin Preis | Germania    | 49"73 | Q                                        |
| 5         | 6      | Creve Machava    | Mozambico   | 50"37 | Miglior prestazione personale stagionale |
| 6         | 2      | Mohamed Touati   | Tunisia     | 50"58 |                                          |
| 7         | 5      | Sergio Fernandez | Spagna      | 51"51 |                                          |
| 8         | 3      | Ned Azemia       | Seychelles  | 51"67 |                                          |

#### Batteria 3
| Posizione | Corsia | Nome               | Nazionalità | Tempo | Note                                     |
| --------- | ------ | ------------------ | ----------- | ----- | ---------------------------------------- |
| 1         | 8      | Karsten Warholm    | Norvegia    | 48"65 | Q                                        |
| 2         | 7      | Thomas Barr        | Irlanda     | 49"02 | Q                                        |
| 3         | 3      | Alessandro Sibilio | Italia      | 49"11 | Q                                        |
| 4         | 4      | Luke Campbell      | Germania    | 49"19 | Q                                        |
| 5         | 5      | Wilfried Happio    | Francia     | 49"39 | q                                        |
| 6         | 6      | Marcio Teles       | Brasile     | 49"70 | Miglior prestazione personale stagionale |
| 7         | 2      | Gerald Drummond    | Costa Rica  | 49"92 |                                          |

#### Batteria 4
| Posizione | Corsia | Nome            | Nazionalità               | Tempo | Note                                     |
| --------- | ------ | --------------- | ------------------------- | ----- | ---------------------------------------- |
| 1         | 2      | Kyron McMaster  | Isole Vergini Britanniche | 48"79 | Q                                        |
| 2         | 5      | Yasmani Copello | Turchia                   | 49"00 | Q                                        |
| 3         | 4      | Shawn Rowe      | Giamaica                  | 49"18 | Q                                        |
| 4         | 6      | David Kendziera | Stati Uniti               | 49"23 | Q                                        |
| 5         | 8      | Joshua Abuaku   | Germania                  | 49"50 | q                                        |
| 6         | 3      | Kazuki Kurokawa | Giappone                  | 50"30 |                                          |
| 7         | 7      | Jordin Andrade  | Capo Verde                | 50"64 | Miglior prestazione personale stagionale |

#### Batteria 5
| Posizione | Corsia | Nome                    | Nazionalità | Tempo | Note |
| --------- | ------ | ----------------------- | ----------- | ----- | ---- |
| 1         | 6      | Rai Benjamin            | Stati Uniti | 48"60 | Q    |
| 2         | 4      | Rasmus Magi             | Estonia     | 48"73 | Q    |
| 3         | 2      | Sokwakhana Zazini       | Sudafrica   | 49"51 | Q    |
| 4         | 7      | Nick Smidt              | Paesi Bassi | 49"55 | Q    |
| 5         | 3      | Vít Müller              | Rep. Ceca   | 49"59 | q    |
| 6         | 8      | Takatoshi Abe           | Giappone    | 49"98 |      |
| 7         | 5      | Jabir Madari Palliyalil | India       | 50"77 |      |

### Semifinali
Qualificazioni: i primi due di ogni batteria (Q) e i 2 successivi migliori tempi (q).

#### Semifinale 1
| Posizione | Corsia | Nome              | Nazionalità | Tempo | Note                                     |
| --------- | ------ | ----------------- | ----------- | ----- | ---------------------------------------- |
| 1         | 7      | Karsten Warholm   | Norvegia    | 47"30 | Q                                        |
| 2         | 5      | Rai Benjamin      | Stati Uniti | 47"37 | Q                                        |
| 3         | 4      | Yasmani Copello   | Turchia     | 47"88 | q                                        |
| 4         | 6      | Thomas Barr       | Irlanda     | 48"26 | Miglior prestazione personale stagionale |
| 5         | 9      | Kemar Mowatt      | Giamaica    | 48"95 |                                          |
| 6         | 8      | Sokwakhana Zazini | Sudafrica   | 48"99 | Miglior prestazione personale stagionale |
| 7         | 3      | Ludvy Vaillant    | Francia     | 49"02 | Miglior prestazione personale stagionale |
| 8         | 2      | Joshua Abuaku     | Germania    | 49"93 |                                          |

#### Semifinale 2
| Posizione | Corsia | Nome               | Nazionalità | Tempo | Note                                     |
| --------- | ------ | ------------------ | ----------- | ----- | ---------------------------------------- |
| 1         | 7      | Alison dos Santos  | Brasile     | 47"31 | Q                                        |
| 2         | 5      | Abderrahman Samba  | Qatar       | 47"47 | Q                                        |
| 3         | 4      | Alessandro Sibilio | Italia      | 47"93 | q                                        |
| 4         | 6      | Kenneth Selmon     | Stati Uniti | 48"58 |                                          |
| 5         | 8      | Luke Campbell      | Germania    | 48"62 | Miglior prestazione personale            |
| 6         | 9      | Shawn Rowe         | Giamaica    | 48"83 | Miglior prestazione personale            |
| 7         | 2      | Nick Smidt         | Paesi Bassi | 49"35 | Miglior prestazione personale stagionale |
| 8         | 3      | Vít Müller         | Rep. Ceca   | 49"69 |                                          |

#### Semifinale 3
| Posizione | Corsia | Nome                | Nazionalità               | Tempo   | Note |
| --------- | ------ | ------------------- | ------------------------- | ------- | ---- |
| 1         | 7      | Kyron McMaster      | Isole Vergini Britanniche | 48"26   | Q    |
| 2         | 6      | Rasmus Magi         | Estonia                   | 48"36   | Q    |
| 3         | 9      | David Kendziera     | Stati Uniti               | 48"67   |      |
| 4         | 2      | Constantin Preis    | Germania                  | 49"10   |      |
| 5         | 5      | Abdelmalik Lahoulou | Algeria                   | 49"14   |      |
| 6         | 8      | Hiromu Yamauchi     | Giappone                  | 49"35   |      |
| 7         | 3      | Wilfried Happio     | Francia                   | 49"49   |      |
| 8         | 4      | Jaheel Hyde         | Giamaica                  | 1'27"38 |      |

### Finale
| Record mondiale      | Karsten Warholm | 46"70 | Oslo       | 1 luglio 2021 |
| Record olimpico      | Kevin Young     | 46"78 | Barcellona | 6 agosto 1992 |
| Capolista stagionale | Karsten Warholm | 46"70 | Oslo       | 1 luglio 2021 |

Giovedì 5 agosto, ore 21:00.
| Posizione | Corsia | Nome               | Nazionalità               | Tempo | Note                                     |
| --------- | ------ | ------------------ | ------------------------- | ----- | ---------------------------------------- |
| Oro       | 6      | Karsten Warholm    | Norvegia                  | 45"94 | Record mondiale · Record olimpico        |
| Argento   | 5      | Rai Benjamin       | Stati Uniti               | 46"17 | Record nord-centroamericano              |
| Bronzo    | 7      | Alison dos Santos  | Brasile                   | 46"72 | Record sudamericano                      |
| 4         | 4      | Kyron McMaster     | Isole Vergini Britanniche | 47"08 | Record nazionale                         |
| 5         | 8      | Abderrahman Samba  | Qatar                     | 47"12 | Miglior prestazione personale stagionale |
| 6         | 3      | Yasmani Copello    | Turchia                   | 47"81 | Record nazionale                         |
| 7         | 9      | Rasmus Magi        | Estonia                   | 48"11 | Record nazionale                         |
| 8         | 2      | Alessandro Sibilio | Italia                    | 48"77 |                                          |